# Andreas Nägelein
Andreas „Andy“ Hannes Ling Fung Nägelein (* 5. Oktober 1981 in Hongkong) ist ein deutscher ehemaliger Fußballspieler in Deutschland und Hongkong.

## Karriere in Vereinen
Geboren in Hongkong als Sohn eines Deutschen und einer Hongkongerin, wuchs Andreas Nägelein im mittelfränkischen Ezelsdorf auf und begann mit dem Fußballspielen in den Jugendabteilungen vom 1. FC Nürnberg, ASV Neumarkt, SG Quelle Fürth, 1. SC Feucht, 1. FC Schwand und FC Ezelsdorf. Danach spielte er für Feucht, Neumarkt und den SC 04 Schwabach in der Bayernliga, ehe er zur Saison 2003/04 zum 1. FC Schweinfurt 05 in die Regionalliga Süd wechselte. Nach dem Abstieg in die Oberliga und der Insolvenz der Schweinfurter ein halbes Jahr später, kehrte Nägelein im Januar 2005 in die Regionalliga Süd zurück und unterschrieb beim 1. SC Feucht. Dort spielte er bis Saisonende und verließ den Verein in Richtung Norden zu Kickers Emden. In Emden spielte er eine Saison in der Regionalliga Nord und wechselte in die 2. Fußball-Bundesliga zum Wacker Burghausen. Er kam jedoch nur auf zwei Bundesligaspiele und vier Einsätze in der Amateurmannschaft der Burghauser.
Nach nur einem halben Jahr wechselte er in der Winterpause der Saison 2006/2007 wieder zurück an die Ems zu Kickers Emden. Mit den Kickers qualifizierte sich Nägelein für die neue 3. Liga. Er kam dort auf 30 von 38 möglichen Einsätze, wurde jedoch 15 Mal eingewechselt.
Nachdem sich Emden nach der Saison 2008/09 aus lizenzrechtlichen Gründen freiwillig in die Oberliga zurückgezogen hatte, verließ er den Verein und nahm ein Angebot des APEP F.C. aus Zypern an. Doch bereits in der Winterpause 2010 wechselte Nägelein erneut, diesmal in die Chinese Super League zu Shenzhen Ruby im Süden Chinas. Dort wurde sein Vertrag Ende Dezember 2011 nicht verlängert.
Im August 2012 wurde er dann vom Hongkonger Erstligisten Hong Kong Rangers FC verpflichtet, ab Juli 2013 spielte er für den chinesischen Zweitligisten Guizhou Zhicheng, von wo er im Februar 2014 zum ebenfalls zweitklassigen Hunan Billows wechselte. Ab 2015 spielte er für die Eastern AA in der Hong Kong Premier League, mit der er 2016 den Senior Shield und die Meisterschaft gewann.

## Nationalspieler
Da Nägeleins Mutter aus Hongkong stammt und er selbst dort geboren wurde, war er auch für die Fußballnationalmannschaft von Hongkong spielberechtigt. Im August 2013 wurde er erstmals in den Kader berufen. Am 15. Oktober 2013 debütierte er dann im Nationaltrikot beim Spiel gegen die Vereinigten Arabischen Emirate. Das Qualifikationsspiel für die Asienmeisterschaft 2015 ging 0:4 verloren.